# 128 г. пр.н.е.
128 (сто двадесет и осма) година преди новата ера (пр.н.е.) е година от доюлианския (Помпилийски) римски календар.

## Събития

### В Римската република
- Консули са Гней Октавий и Тит Аний Луск.

#### В римска Гърция
- Лимений композира своя Втори делфийски химн.

### В Азия
- Гръко-бактрийското царство е превзето от тохарите.
- Юдейският цар Йоан Хиркан I превзема планината Гаризим и разрушава намиращия се там самарянски храм.[1]

## Починали
Бележки: